# Communauté de communes du Hattgau et environs
Die Communauté de communes du Hattgau et environs war ein Zusammenschluss (Communauté de communes) von Gemeinden im französischen Département Bas-Rhin der Region Elsass.

## Geschichte

### Vorläufer
Name und Zusammenschluss des Verbandes beruhten auf der historischen Region Hattgau. Dieser ist seit dem Mittelalter bezeugt. Eventuell war der historische Hattgau vorher auch noch umfangreicher. Der Hattgau zeichnete sich durch eine besondere Verfassungsstruktur aus: Die Bauern waren genossenschaftlich organisiert und besaßen ausgeprägte Freiheits- und Gerichtsprivilegien.

### Communauté
Die Communauté de communes du Hattgau et environs bestand seit dem 27. Dezember 2001 und fusionierte mit Wirkung vom 1. Januar 2014 mit der Communauté de communes du Soultzerland zur neuen Communauté de communes de l’Outre-Forêt. Der Zusammenschluss hatte seinen Sitz in Hatten.

## Mitglieder
- Aschbach mit 2 Delegierten
- Betschdorf mit 6 Delegierten
- Hatten mit 4 Delegierten
- Oberrœdern mit 2 Delegierten
- Rittershoffen mit 3 Delegierten
- Stundwiller mit 2 Delegierten